# Azadistan
L'Azadistan o Azadestan (in persiano آزادیستان‎, Āzādestān, "terra di libertà, o terra dei liberi") fu uno Stato di breve durata situato nelle province dell'Azerbaigian persiano che durò solo tre mesi, dal giugno 1920 fino al settembre 1920. Venne fondato da Mohammad Khiabani, un patriota e politico iraniano, che in precedenza era stato un rappresentante del parlamento persiano e un importante dissidente contro il colonialismo straniero.

## Toponimo
Khiabani e i suoi seguaci scelsero il nome "Azadistan" come gesto di protesta contro l'assegnazione del nome "Azerbaigian" da parte del governo di Baku e del partito Musavat in Transcaucasia. Lo scopo del Musavat di cambiare il nome del paese caucasico da "Aran" (Arran) in "Azerbaigian" era quello di stimolare i sentimenti nazionalisti delle persone che vivevano a sud del fiume Aras, nell'Azerbaigian iraniano, per incoraggiarli alla separazione e all'annessione alla neonata Repubblica Democratica dell'Azerbaigian. Secondo il linguista Ahmad Kasravi l'uso del nome "Azadistan" da parte di Khiabani era volto a prevenire qualsiasi futura rivendicazione da parte degli ottomani panturchisti sull'Azerbaigian iraniano sulla base della similarità delle due denominazioni.

## Storia

### Contesto
Gli anni immediatamente successivi alla prima guerra mondiale videro una nuova espressione dell'autodefinizione dell'Azerbaigian iraniano. L'instabilità politica aveva creato una situazione in cui gli azeri per la prima volta si percepivano separati dal centro del potere. Il movimento di Khiabani era la manifestazione di tale percezione. Il capo del movimento era stato un attivo costituzionalista iraniano come rappresentante di Tabriz e un convinto nazionalista iraniano.
Poco dopo la Rivoluzione russa del 1917, Khiabani ristabilì il Partito Democratico (Firqhe Democrat) di Tabriz dopo essere stato bandito per cinque anni e pubblicò il quotidiano Tajaddod (Modernità), l'organo ufficiale del partito, in lingua turca e persiana.
In una protesta contro il trattato del 1919 tra la Persia e il Regno Unito, che trasferiva in modo esclusivo ai britannici i diritti di decisione su tutti gli affari militari, finanziari e doganali della Persia, Khiabani contestò il controllo di Tabriz del governo centrale del primo ministro Vosough od-Dowleh a Teheran. Nel suo giornale Khiabani pubblicò articoli provocatori e fortemente critici nei confronti del primo ministro accusandolo di inettitudine, corruzione e tradimento.

### Governo nazionale
ll 6 aprile 1920, sotto la guida del partito, scoppiò una rivolta armata a Tabriz. I dissidenti azeri, persone che per vari motivi erano insoddisfatti dello stato delle cose, erano gruppi composti da mercanti, ulama, burocrati, distaccamenti della polizia militare, studenti e altri membri dell'intellighenzia. In due giorni le principali istituzioni governative passarono sotto il controllo dei ribelli. Intervenendo in un comizio a Tabriz, Mohammad Khiabani disse: “Oggi dichiaro ufficialmente al mondo intero che ci siamo ribellati al governo di Vosug od-Doule, che ha firmato un accordo ingiusto con l'Inghilterra”.

Il 7 aprile Khiabani pubblicò una proclamazione ufficiale in lingua persiana e francese contro il governo richiedendo la creazione di un governo costituzionale. Durante il mese di giugno, Zanjan, Maragheh, Ahar, Khoy e successivamente Ardabil passarono sotto il controllo dei ribelli. Gli eventi in Azerbaigian provocarono una reazione nettamente negativa da parte del governo centrale. Il primo ministro Vosug od-Doule definì l'Azerbaigian iraniano come un'"ulcera nera" (kara-yara) nell'organismo statale dell'Iran, annunciando che non ci sarebbe stata pace in Iran fino a quando l'Azerbaigian non si fosse placato.

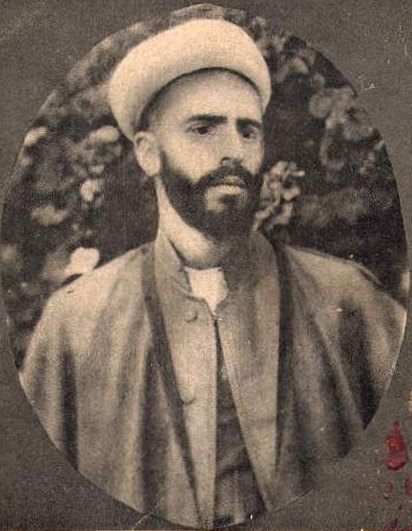
Mohammad Khiabani, fondatore dell'Azadistan.

Il 23 giugno 1920 Khiabani assunse a Tabriz la leadership e proclamò l'Azerbaigian come Azadistan (Mamlekat-i Azadistan) con il fine di fornire un modello di libertà e di governo democratico per il resto dell'Iran. Egli stesso non si considerava infatti un secessionista, dichiarandolo più volte pubblicamente nonostante la convinzione contraria anche di alcuni osservatori britannici che lo consideravano di fatto un separatista.
Venne formato un Governo nazionale (Hukumat-i Milli), guidato dallo stesso Khiabani, che si trasferì dalla redazione del quotidiano Tajoddod alla sede degli uffici governativi.
Il movimento sposava gli ideali riformisti e nazionalistici in ottica anti-britannica e anti-russa e ottenne un sostegno sostanziale da parte delle masse opponendosi alla presenza straniera e ai tentativi turchi e russi di annessione dell'Azerbaigian. Il movimento espresse inoltre un risveglio nazionale della popolazione persiana di lingua azera che si sentiva per lo più oppressa dal governo centrale persiano. Khiabani affermò il diritto di usare la lingua azera ma differenziava l'identificazione culturale turca con la creazione di legami politici con la Turchia. Egli sostenne il diritto dei residenti della provincia di usare la loro lingua nativa turca ma lottò anche contro la presenza e l'influenza ottomana in Azerbaigian. Da nessuna parte nei discorsi di Khiabani si può trovare alcun riferimento agli ideali "pan-azeri" che in seguito emersero tra alcuni azeri dell'Iran. Khiabani non aspirava a separare le province azere dall'Iran, ma sosteneva un cambiamento tra le relazioni centro-periferia e il mantenimento dei diritti linguistici per gli azeri iraniani.
Per quanto riguarda la questione della forma del governo, Khiabani riconobbe che:
Inoltre affermò:
Durante i mesi del suo regime, Khiabani per perseguire la necessità di stabilire l'ordine e la sicurezza organizzò una gendarmeria nazionale composta di circa 400 unità, tra ufficiali e uomini reclutati localmente.
Nell'ambito delle riforme della breve entità autonoma, Khiabani lavorò per la fondazione di scuole di lingua azera nell'Azerbaigian iraniano, spesso impiegando insegnanti provenienti dall'Azerbaigian settentrionale e dalla Turchia. Il governo aveva iniziato ad avviare una serie di riforme politiche che andavano dalla fissazione dei prezzi alla creazione di istituzioni educative per i poveri a Tabriz e alla distribuzione delle terre statali ai contadini.
Le forze dello shah e delle tribù curde shakak guidate dal condottiero Ismail Agha Simko attaccarono le forze democratiche e determinarono il loro isolamento bloccando le strade e intralciando la sicurezza della regione.

### Dissoluzione
L'Azadistan venne percepito come una seria minaccia da parte del governo centrale iraniano. Dopo la caduta di Vosough od-Dowleh, il nuovo primo ministro nominò nell'agosto 1920 Mehdi Qoli Hedayat che fu mandato a Tabriz come nuovo governatore generale dell'Azerbaigian. Khiabani si rifiutò di riconoscere la sua autorità. Il 13 settembre 1920 le brigate cosacche, che avevano garantito il loro appoggio al nuovo governatore, riuscirono a sconfiggere le forze democratiche. Pochi giorni dopo, in seguito a uno scontro con le forze imperiali, Khiabani fu giustiziato e l'Azadistan disciolto.
L'Unione Sovietica, dopo aver tentato invano di guadagnare un appoggio da Khiabani, aveva iniziato a considerarlo come una seria minaccia alle proprie ambizioni sull'Azerbaigian persiano e di conseguenza non si oppose né all'avanzata dell'esercito dello scià a Tabriz, né alla successiva esecuzione di Khiabani. Secondo Nissman per i sovietici l'eventuale successo del movimento di Khiabani avrebbe rappresentato un pericolo per la stabilità dell'Azerbaigian sovietico di recente formazione.
Secondo lo storico Ivanov tra i fattori che segnarono il fallimento del movimento di Khiabani ci fu l'eccessiva fiducia nel governatore centrale, il mancato disarmo dei cosacchi, la mancanza di riforme decisive a favore degli operai e dei contadini, la mancanza di comunicazione con gli altri movimenti di liberazione antimperialisti nel Nord come anche l'impossibilità di unità con i bolscevichi e di mobilitazione delle masse popolari.
I nazionalisti conservatori accusarono falsamente la mossa di Khiabani di un disegno separatista della regione. Tuttavia, la concezione bilingue azero-persiana promossa dal leader all'interno del suo movimento si configurava come un percorso alternativo di costruzione multietnica e quindi più democratica della nazione iraniana.

## Riferimenti nella cultura di massa
- Nell'anime Mobile Suit Gundam 00, l'Azadistan è un Paese sovrano situato in Medio Oriente.